# ريكان إبراهيم
ريكان إبراهيم خلف الخطيب (1952) شاعر، وطبيب نفسي عراقي. ولد في الأنبار. مجاز في الطب. عمل طبيباً مختصاً بالطب النفسي وخبيراً للطب النفسي في وزارة العدل العراقية، ومدرّسًا محاضرًا في العلوم النفسيّة في جامعة بغداد. تولى الإشراف على عدد من الصحفات الثقافية في الصحف العراقية. من دواوينه الشعرية الأشرعة الممزّقة 1977 قبض على جمر 1986. هو عضو نقابة الأطباء العراقية وجمعية أطباء النفس العراقية واتحاد الأدباء والكتاب العراقيين والجمعية الطبية الأمريكية في النمسا.

## سيرته
ولد ريكان إبراهيم خلف الدليمي الخطيب سنة 1952 / 1372 هـ في الأنبار. حصل على بكالوريوس في الطب من جامعة بغداد عام 1974، وحصل على شهادة التخصص بالطب النفسي من جامعة فيينا في النمسا، وزمالة الجمعية الطبية الأمريكية في النمسا في الطب النفسي عام 1980، عمل طبيباً عسكرياً مختصاً بالطب النفسي 1974 - 1984، وبعد ان خرج من الجيش سافر إلى ليبيا بقيت فيها سنة أو سنتين حيث عملت فيها استاذاً في إحدى جامعات طرابلس، ثم عاد العراق وعمل خبيراً للطب النفسي في وزارة العدل العراقية، ومدرساً محاضراً في العلوم النفسية بجامعة بغداد، واستمر في ممارسة اختصاصه كطبيب أهلي في عيادته الخاصة. 

هو عضو نقابة الأطباء العراقية، وجمعية أطباء النفس العراقية، واتحاد الأدباء والكتاب في العراق.

في الصحافة، تولى ريكان إبراهيم الإشراف على عدد من الصحفات الثقافية في الصحف العراقية وأصدر صحفة خاصة بالطب النفسي وعلم النفس في جريدة القادسية على مدى سنتين مرة في الأسبوع، وأصدر صحفة خاصة بعنوان آفاق معرفية في جريدة القادسية على مدى ثلاث سنوات مرة في الأسبوع. 

شارك في عدد كبير من مؤتمرات الطب النفسي والعلوم النفسية في داخل القطر وخارجه، وعضو فرع التربية وعلم النفس في المجمع العلمي العراقي. ويقيم في الأردن.

## مؤلفاته
من دواوينه الشعرية:
- الأشرعة الممزّقة، 1977
- قبض على جمر، 1986
- حل الطلاسم

وله في الدراسات:
- نقد الشعر في المنظور النفسي
- الرحام (الهستريا)
- النفس والعدوان
- علم النفس والتاريخ
- مقدمة في الباراسايكولوجي
- النفس والقانون
- رؤية نفسية للفن، 1977
- علم نفس الإلحاد والإيمان
- مقدمة في علم نفس المرأة
- نظرية البطل وظاهرة الرأي العام

وله ثلاثون كتاباً مخطوطاً في الشعر والمسرحية الشعرية والقصص والرواية والنقد والطب النفسي.

## وصلات خارجية
- في موقع أرشيف المجلات